# Adalberto Parra
Adalberto Parra (México 11 de outubro de 1956) é um ator mexicano de cinema e televisão.

## Filmografia

### Telenovelas
- La jefa del campeón (2018) - Macario "El Chino" Mendieta
- Caer en tentación (2017/18) - Ignacio "Nacho" Galindo
- La candidata (2016/17) - Mauro
- La vecina (2015/16) - Eduardo Andrade
- Yo no creo en los hombres (2014/15) - Jacinto
- Qué pobres tan ricos (2014) - Detetive Pedro Chaves
- La tempestad (2013) - Teniente Valdivia
- Cachito de cielo (2012) - Reynaldo Salazar
- Para volver a amar (2010/11) - Amador
- Zacatillo, un lugar en tu corazón (2010) - Lorenzo Boturini
- Sortilegio (2009) - Erick Dias
- Mañana es para siempre (2008/09) - Renê Manzanares Silveira
- Fuego en la sangre (2008) - Doctor Brujo
- Tormenta en el paraíso (2007/08) - Nakuk Kum
- Destilando amor (2007) - Melitón
- Alborada (2005/06) - Higinio
- Pablo y Andrea (2005) - Quintero
- Misión S.O.S. (2004/05) - El Tlacuache
- Amar otra vez (2004) - Carlos
- Amor real (2003) - Delfino Pérez
- Así son ellas (2002) - Dr. Castro
- El juego de la vida (2001/02) - El Risueño
- Navidad sin fin (2001/02) - El Tripas
- Carita de angel (2001)
- Locura de amor (2000) - Fabrizio
- Nunca te olvidaré (1999)
- La usurpadora (1998) - Administrador de "La Joya de Cancún"
- Pueblo chico, infierno grande (1997) - Guadalupe Tiburcio
- El vuelo del águila (1994/95) - Juan Nepomuceno Almonte
- Corazón salvaje (1993/94) - Capitán Espíndola
- La última esperanza (1993) - Fraga
- Triángulo (1992)
- Amor de nadie (1990/91) - Baltazar
- Un rostro en mi pasado (1990) - Ruperto
- Lo blanco y lo negro (1989) - Esteban
- Flor y canela (1988) - Atanasio
- De pura sangre (1985/86) - Hampón
- Bodas de odio (1983) - Ezequiel
- Una mujer marcada (1979)

### Séries de TV
- Por siempre Joan Sebastian (2016) - Don Mario Figueroa
- Como dice el dicho (2011)
- La rosa de Guadalupe (2008-2016) - Vários personagens
- Gritos de muerte y libertad (2010) - Hermenegildo Galeana
- Mujeres asesinas (2008) - Teniente Luis Flores (episódio "Cristina, rebelde")
- Vecinos (2006-2008) - Cosme / René
- Tiempo final (2007) - Capitán Corona (episódio "La Mula")
- XHDrbZ (2007) .... Capitão (episódio "Secretos de un secuestro")
- Mujer, casos de la vida real (1995-2005)

### Filmes
- Borrar de la memoria (2010) - Germán Acosta
- Conejo en la luna (2004) - Secretário Segura
- El tigre de Santa Julia (2002) - Calleja
- El evangelio de las Maravillas (1998)
- Delincuentes de lujo (1992)
- La venganza (1989)
- En la trampa (1979) - Che
- Cascabel (1977)
- Espejismo en la ciudad (1976) - Carmelo

## Prêmios

### Prêmios TVyNovelas
| Ano  | Categoria             | Telenovela    | Resultado |
| ---- | --------------------- | ------------- | --------- |
| 1984 | Melhor ator revelação | Bodas de odio | Indicado  |